# El Pobo (ort i Spanien)
El Pobo är en ort i Spanien.   Den ligger i provinsen Provincia de Teruel och regionen Aragonien, i den östra delen av landet, 240 km öster om huvudstaden Madrid. El Pobo ligger 1 398 meter över havet och antalet invånare är 137.
Terrängen runt El Pobo är kuperad åt sydväst, men åt nordost är den platt.Runt El Pobo är det mycket glesbefolkat, med 6 invånare per kvadratkilometer. Närmaste större samhälle är Cedrillas, 7,9 km söder om El Pobo. Omgivningarna runt El Pobo är i huvudsak ett öppet busklandskap.